# 迈克尔·阿伯克龙比
迈克尔·阿伯克龙比（英語：Michael Abercrombie，1912年8月14日—1979年5月28日）是一位英国发育生物学与胚胎学家，1958年当选皇家学会会士，1962至1970年间在伦敦大学学院担任乔德雷尔动物学和比较解剖学教授。